# Thonmi Sambhota
| Tibetische Bezeichnung                                                 |
| ---------------------------------------------------------------------- |
| Tibetische Schrift: ཐོན་མི་སམ་བྷོ་ཊ།                                       |
| Wylie-Transliteration: thon mi sam bho ṭa                              |
| Aussprache in IPA: [tʰø̃mi sampota]                                     |
| Offizielle Transkription der VRCh: Toinmi Samboda                      |
| THDL-Transkription: Tönmi Sambota                                      |
| Andere Schreibweisen: Thonmi Sambhota                                  |
| Chinesische Bezeichnung                                                |
| Vereinfacht: 吞米•桑布扎、 端美•三菩提、 吐米•桑布扎、 吞弥•桑布扎     |
| Pinyin:Tūnmǐ Sāngbùzā, Duānměi Sānpútí, Tǔmǐ Sāngbùzā, Tūnmí Sāngbùzhā |

Thonmi Sambhota gilt als Erfinder der tibetischen Schrift im 7. Jahrhundert. In tibetischen Texten aus seiner Lebensperiode wird er jedoch nicht erwähnt. Wahrscheinlich lebte er tatsächlich Ende des 8. und Anfang des 9. Jahrhunderts, als die Mahāvyutpatti entstand.

## Leben

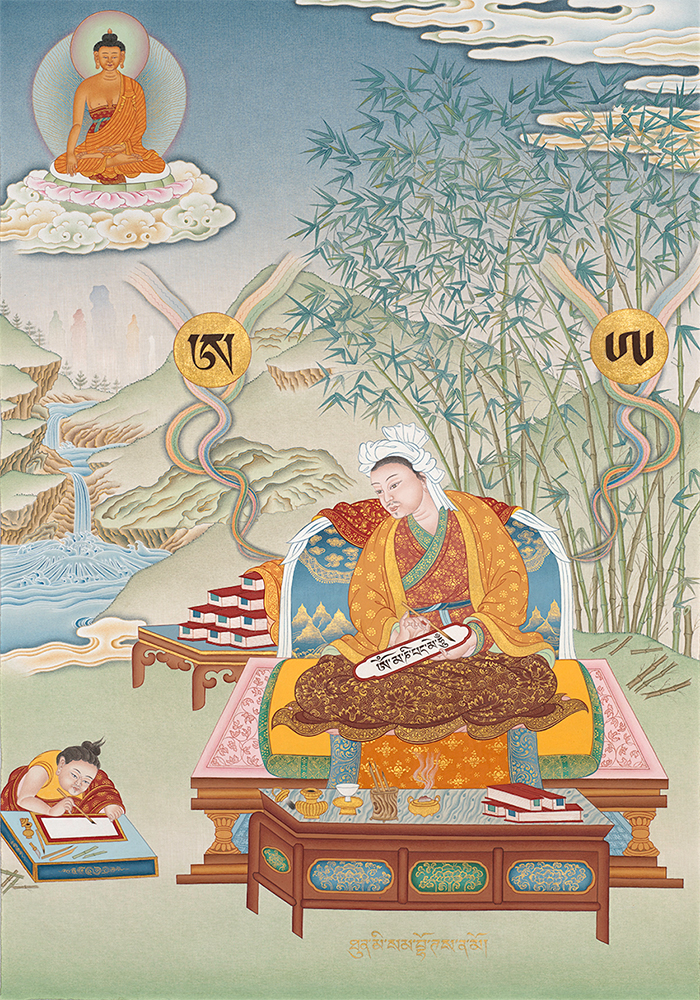
Thangka mit Thonmi Sambhota, Sahil Bhopal und Tashi Mannox

Sambhota war ein legendärer Minister von Songtsen Gampo und wurde von ihm auf eine Mission nach Nord-Indien (wahrscheinlich ins heutige Kaschmir) geschickt, um Informationen über den Buddhismus zu sammeln. Dann erfand der Minister angeblich eine Schrift für die tibetische Sprache, die nach heutigen Erkenntnissen auf der Gupta-Schrift beruht. Er verfasste eine Grammatik der tibetischen Sprache nach dem Vorbild traditioneller Sanskrit-Grammatiken, die jedoch vor allem aus Rechtschreibregeln besteht.
Seine wichtigsten Werke sind das sum cu pa („Dreißig Verse“) und das rtags ’jug („Einführung zu den Zeichen“). Nach dem bka’ chems ka khol ma („Säulentestament“) aus dem 11. Jahrhundert, dem ältesten Werk, das ihm die Erfindung der Schrift zuschreibt, soll er die Buchstaben ཅ, ཆ, ཇ, ཞ und འ erfunden haben, um tibetische Laute schreiben zu können, die im Indischen keine Entsprechung hatten.